# Iglesia de San Bartolomé (Andújar)
La iglesia de San Bartolomé es una iglesia situada en el municipio de Andújar, Jaén, España.

## Construcción
La historia de la construcción de la iglesia de San Bartolomé de Andújar no cuenta con el dato fijo que permita precisar cuándo tuvo lugar su comienzo. Sí se puede aventurar la hipótesis de que la evolución del edificio fuera de larga duración, y que el primitivo proyecto se viera adulterado con las nuevas corrientes estéticas del siglo XVI, siglo de gran importancia para la ciudad, ya que la fidelidad que le presta a Carlos I durante los alzamientos de las Comunidades de Castilla le proporciona importantes favores y recompensas que dinamizan su vida económica y cultural. Fue la primera iglesia extramuros de la ciudad.
Hay conocimiento de que alrededor del año 1550 las obras se estaban desarrollando bajo la dirección de los Castillo, una afamada familia de canteros jienenses.
Francisco del Castillo El Viejo es el nombre del primero de ellos que conocemos actuando en esta iglesia de San Bartolomé. Después de 1556 será Francisco del Castillo "el Mozo", hijo del anterior y figura relevante de la arquitectura en esta zona, quien se haga cargo de las obras de esta iglesia como sucesor de su padre. Es él quien da un nuevo ritmo estético al conjunto goticista, transformándolo con exhibiciones del más elegante manierismo italiano. A él le corresponde la reforma del crucero y el presbiterio, dejando a su vez su huella en arcos torales y en la decoración manierista de sus bóvedas.
Una de sus capillas, la del Bautismo, se cierra con una reja plateresca del maestro Bartolomé con el tema del martirio de San Sebastián, originariamente perteneciente a la ermita del mismo nombre. A finales de la centuria se levanta la gran torre-campanario, de planta cuadrada que termina acabada en forma octogonal con pináculos en las esquinas y rematada con chapitel.
Bernabé de Lorca y Benito del Castillo son los responsables de dar fin al conjunto, cuyo interior queda ya concluido en el año 1596.
Desde su definitiva terminación la obra se ha visto poco adulterada; solo se le añadió la capilla sacramental y sufrió una restauración en el siglo XVIII.